# Laurent Le Bon
Pour les articles homonymes, voir Le Bon.
Laurent Le Bon, né le 2 avril 1969 à Neuilly-sur-Seine (Hauts-de-Seine), est un conservateur de musée français.
À partir de 2014, il est président du musée Picasso à Paris. Le 25 juin 2021, il est nommé président du Centre Pompidou.

## Biographie

### Jeunesse et études
Né d'un père directeur commercial d’une petite entreprise et d'une mère au foyer, Laurent Le Bon grandit dans une famille bourgeoise de Neuilly-sur-Seine. En 1984, à l’âge de 15 ans, il découvre l’exposition Kandinsky à Pompidou, qui éveille son intérêt grandissant pour l'art.
Laurent Le Bon entame sa formation à l'Institut d'études politiques de Paris, dont il est diplômé en 1989 (section Service public). Il poursuit en parallèle des études à l’École du Louvre. Diplômé, il se présente par la suite, à l’École du patrimoine où il est reçu major au concours des conservateurs de patrimoine.

### Parcours professionnel
Conservateur au Centre national d'art et de culture Georges-Pompidou en 2000, professeur à l'École du Louvre, il se voit confier par la suite le projet du Centre Pompidou-Metz. Il en devient le directeur en 2010,.
En parallèle, il est commissaire de nombreuses manifestations d'art contemporain, parmi lesquelles « Peintures » au Martin-Gropius-Bau à Berlin en 2006, Jeff Koons au château de Versailles en 2008 et celle de Takashi Murakami, également au château de Versailles en 2010. Ses choix et ses goûts artistiques anticonformistes, faisant l'objet de polémiques, amène selon Le Monde à le décrire comme étant « l'une des personnalités les plus inventives du monde des musées français, où il incarne l'exception plutôt que la règle ». En 2000 il organise à une exposition intitulée « 2000 nains à Bagatelle »,, dont l'affiche sera réalisée par la Compagnie Bernard Baissait
Il est membre du Conseil de la création artistique, qui existe de 2009 à 2011 et il est chargé de la direction artistique de l'édition 2012 de la Nuit blanche,.
En 2013, il est candidat à la succession d'Henri Loyrette à la tête du musée du Louvre. L’Élysée nommera finalement Jean-Luc Martinez.
Il est membre du jury du Festival international du livre d'art et du film (FILAF) à Perpignan en juin 2013.
Le 3 juin 2014, Laurent Le Bon est nommé par Aurélie Filippetti  pour remplacer Anne Baldassari à la présidence du musée Picasso à Paris.
Le 25 juin 2021, Laurent Le Bon est nommé président du centre Pompidou. Il y a notamment la responsabilité du projet de rénovation du musée qui conduira à sa fermeture prévue de 2025 à 2030.

## Publications
- Pierre Staudenmeyer, Nadia Croquet, Laurent Le Bon, Élisabeth Garouste & Mattia Bonetti, Paris, Éditions Dis voir, coll. « Design », 1998, 124 p.  (ISBN 2-906-571-77-6)
- Emmanuel de Waresquiel (dir.), Laurent Le Bon (dir.), Philippe Régnier (dir.), Dictionnaire des politiques culturelles de la France depuis 1959, Paris, Larousse  (ISBN 2-03-508050-9) et CNRS  (ISBN 2-271-05629-2), 2001, 657 p.
- Laurent Le Bon et David Lavergne, Des nains, des sculptures, Paris, Éditions Flammarion, coll. « Verticale », 2001, 163 p.  (ISBN 978-2-08-010583-7)
- Ronan et Erwan Bouroullec. Catalogue de raison, Paris, Éditions Images Modernes, 2002, 80 p.  (ISBN 978-2-913355-14-9)
- Laurent Le Bon, Dada, Paris, Centre Georges Pompidou, 2001, 1200 p.  (ISBN 978-2-84426-277-6)
- Laurent Le Bon et Didier Schulmann, Albert Marquet du fauvisme à l'impressionnisme, Paris, Centre Pompidou, coll. « Hors les Murs », 2003, 128 p.  (ISBN 978-2-84426-196-0)
- Valentine de Ganay (dir.) et Laurent Le Bon (dir.), Courances, Paris, Éditions Flammarion, 2003, 255 p.  (ISBN 978-2-08-011119-7)
- Laurent Le Bon, Pierre Coulibeuf, le démon du passage, Crisnée, Belgique, Éditions Yellow Now, 2004, 150 p.  (ISBN 978-2-87340-184-9)
- Elena Geuna, Laurent Le Bon, Col. et François Pinault, préf. de Jean-Jacques Aillagon, Jeff Koons Versailles, Paris, Éditions Xavier Barral, coll. « Beaux Livres », 2008, 191 p.  (ISBN 978-2-915173-38-3)
- Caroline Cros (dir.) et Laurent Le Bon (dir.), L'Art à ciel ouvert : commandes publiques en France, 1983-2007, Paris, Éditions Flammarion, coll. « La création contemporaine », 2008, 271 p.  (ISBN 978-2-08-120277-1)
- Laurent Le Bon, Philip Jodidio et coll., Centre Pompidou-Metz, Paris, Centre Georges Pompidou, coll. « Catalogue du musée », 2008  (ISBN 978-2-84426-376-6)
- Laurent Le Bon (dir.), Pascal Cribier : itinéraires d'un jardinier, Paris, Éditions Xavier Barral, 2009, 316 p.  (ISBN 978-2-915173-33-8)
- Laurent Le Bon, Régis Durand, Christian Debize, Sally Bonn, Jean-Luc Tartarin : Grands Paysages, Bestiaire, Fleurs, Ciels 1997-2003, Paris, Somogy Éditions d'Art / RMN, 2010, 160 p.  (ISBN 978-2-7572-0411-5)
- Philip Jodidio, Laurent Le Bon, Aurélien Lemonier, Chefs-d'œuvre ? , Architectures de musées, 1937-2014, Centre Pompidou-Metz Éditions, 2010, 240 p.  (ISBN 978-2-35983-001-9)
- Jeanne Brun, Laurent Le Bon, Leah Dickerman, Anne Umland et coll., Dada : Paris, Washington, New York, Paris, Éditions Xavier Barral, coll. « Beaux Livres », 2010, 320 p.  (ISBN 978-2-915173-66-6)
- Laurent Le Bon, Jean-Jacques Aillagon, Philippe Dagen, Jill Gasparina, phot. de Cédric Delsaux, Murakami Versailles, Paris, Éditions Xavier Barral, coll. « Beaux Livres », 2010, 240 p.  (ISBN 978-2-915173-71-0)
- Laurent Le Bon, Jean de Loisy et Yves Le Fur, Une autre histoire de l'art, Éditions La Martinière, 2014.